# Łaziska (powiat lipski)
Łaziska – wieś sołecka w Polsce, położona w województwie mazowieckim, w powiecie lipskim, w gminie Ciepielów.
| SIMC    | Nazwa        | Rodzaj    |
| ------- | ------------ | --------- |
| 0617485 | Kacze Doły   | część wsi |
| 0617491 | Na Błoniu    | część wsi |
| 0617500 | Na Hektarach | część wsi |
| 0617516 | Na Mostkach  | część wsi |
| 0617522 | Połówki      | część wsi |
| 0617539 | Półanki      | część wsi |
| 0617545 | Rozdroże     | część wsi |
| 0617551 | Stara Wieś   | część wsi |
| 0617568 | Zamoście     | część wsi |
| 0617574 | Zapłocie     | część wsi |
| 0617580 | Zarośle      | część wsi |

Prywatna wieś szlachecka, powstała w XV wieku. W 1414 r. należała do Jana Oleśnickiego, następnie do Głogowskich. W drugiej połowie XVI wieku położona była w powiecie radomskim województwa sandomierskiego. W XVIII w. wieś należała do rodu Lipińskich.  W 1779 r. Łaziska zakupił cześnik parnawski Jan Lipiński wraz z żoną Katarzyną Sadowską, a w 1796 r. jego synowie sprzedali odziedziczoną wieś Piotrowi Nowosielskiemu. W 1827 r. wieś liczyła 30 gospodarstw i 207 mieszkańców, w końcu XIX w. 44 gospodarstwa i 311 mieszkańców. W 1879 r. folwark w Łaziskach został odłączony od dóbr w Bąkowej. W Łaziskach znajdowały się wówczas zakłady przemysłowe: młyn parowy, młyn wodny, browar, gorzelnia i dwie smolarnie. W latach 80 XIX w. istniała gmina Łaziska z siedzibą w Czerwonej licząca 2350 mieszkańców.
Ostatnimi właścicielami wsi byli Anna i Kazimierz Boscy. Boski zdobył majątek na handlu w Rosji, osiadając na przełomie XIX i XX w. w Łaziskach. Małżeństwo poświęcało się działalności społecznej. Anna organizowała nauczanie chłopskich dzieci, również w języku polskim, za co dwukrotnie była więziona na Pawiaku (pierwszy raz w 1905 r. za organizację strajku szkolnego, drugi raz - w czasie I wojny światowej, za przewożenie nielegalnej literatury). W dwudziestoleciu międzywojennym mieszkańcy Łazisk należeli do Związku Młodzieży Wiejskiej "Wici". W latach 1905–1925 w miejscowości działała szkoła, przeniesiona następnie do Wielgiego.
Kazimierz Boski był pomysłodawcą  założenia Ochotniczej Straży Pożarnej w Łaziskach, utworzonej 3 maja 1930 r.  W skład pierwszego zespołu strażackiego wchodziło 21 okolicznych mieszkańców, a w zarządzie organizacji zasiadali Kazimierz Boski i Jan Szczodry. Z pomocą mieszkańców Łazisk na miejscu starej cegielni wybudowano remizę strażacką oraz scenę, gdzie urządzano zabawy taneczne i występy lokalnej młodzieży. Za pozyskiwane w ten sposób pieniądze opłacano wydatki straży pożarnej. 
W pierwszych latach XX w. we wsi wybudowano kryty gontem ośmiorak, budynek mieszkalny przeznaczony dla służby dworskiej (stangreta, stolarza, pastucha, gajowego). Budynek podzielony był na kilka odrębnych izb, w każdej z nich znajdowała się kuchnia i piec do pieczenia chleba.
Boscy byli właścicielami majątku ziemskiego, dworku wybudowanego na przełomie XIX i XX w. i otaczającego go parku o powierzchni 1,65 ha z połowy XIX. Do dworku prowadzi modrzewiowa aleja, wpisana wraz z parkiem na listę zabytków przyrody. Obecnie ustalona jest strefa podlegająca ochronie konserwatora zabytków obejmująca dwór oraz teren w promieniu 100 m od granic parku. Po II wojnie światowej dobra objęła reforma rolna, majątek rozparcelowano, a żyjącą jeszcze Annę Boską pozbawiono praw do majątku i przewieziono do domu starców w Warszawie. Po 1945 r. w dworku mieściła się szkoła państwowa, w 1969 r. budynek rozbudowano na potrzeby szkoły. Szkoła w Łaziskach funkcjonowała do 2000 r. Obecnie w budynku mieści się Powiatowy Środowiskowy Dom Samopomocy „Dworek Uroczysko” prowadzący warsztaty terapii zajęciowej dla osób z dysfunkcjami psychofizycznymi.

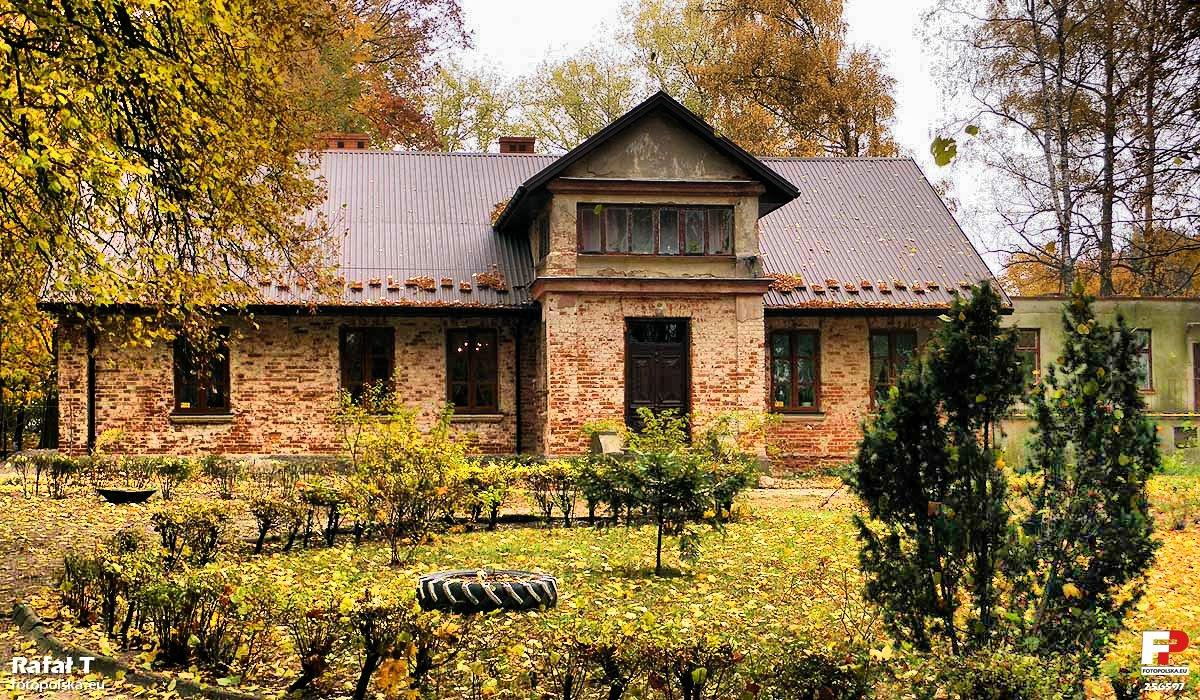
Dwór w Łaziskach, 2011 r.
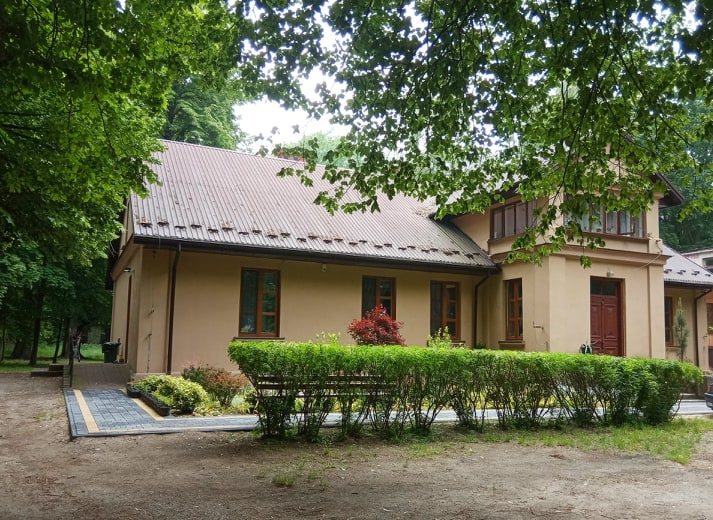
Stan w  2020 r.

Łaziska były siedzibą gminy do wybuchu II wojny światowej. W 1943 r. wieś liczyła 604 mieszkańców.
W czasie II wojny światowej mieszkańcy wsi ukrywali w swoich gospodarstwach partyzantów Batalionów Chłopskich. Podczas wojny okoliczni rolnicy organizowali patrole na obrzeżach wioski, chroniąc swoje bydło przed zarekwirowaniem i ukrywając je w lasach otaczających Łaziska.
Po wojnie do 1954 roku ponownie istniała gmina Łaziska. W latach 1975–1998 miejscowość należała administracyjnie do województwa radomskiego.
Wierni Kościoła rzymskokatolickiego należą do parafii Bożego Ciała w Wielgiem.